# Jen Psaki
Jen Psaki, właśc. Jennifer Rene Psaki (ur. 1 grudnia 1978 w Stamford w stanie Connecticut) – amerykańska dziennikarka, sekretarz prasowy Białego Domu w latach 2021–2022.

## Życiorys

### Młodość i edukacja
Jen Psaki urodziła się w Stamford w stanie Connecticut. Jest najstarszą z trzech córek Jamesa R. Psakiego i Eileen Dolan Medvey. Jej ojciec był deweloperem, a matka psychoterapeutką. Ma irlandzkie, greckie i polskie korzenie. Ukończyła Greenwich High School w 1996 roku. Uczęszczała do College of William & Mary na wydziale językoznawstwa i socjologii.

### Początki kariery politycznej
W latach 2001–2002 Jen Psaki pracowała przy kampaniach wyborczych dwóch polityków Partii Demokratycznej ze stanu Iowa: gubernatora Toma Vilsacka i senatora Toma Harkina, zaś w 2004 roku pełniła funkcję zastępczyni sekretarza prasowego w kampanii prezydenckiej Johna Kerry’ego. W latach 2005–2006 była dyrektorem do spraw komunikacji kongresmena Joego Crowleya, a także pracowała pod zwierzchnictwem Rahma Emanuela jako regionalna sekretarz prasowa Democratic Congressional Campaign Committee.

### Praca w administracji Baracka Obamy
Podczas kampanii prezydenckiej w 2008 roku Psaki była rzeczniczką kampanii Baracka Obamy. Po wygranej Obamy została zastępczynią sekretarza prasowego Białego Domu, a 19 grudnia 2009 roku objęła stanowisko wicedyrektora do spraw komunikacji. 22 września zrezygnowała ze stanowiska i objęła funkcję wiceprezesa i dyrektora zarządzającego w firmie Global Strategy Group.
W trakcie drugiej kampanii prezydenckiej prezydenta Obamy ponownie towarzyszyła mu jako rzeczniczka kampanii. 11 lutego 2013 roku została rzeczniczką Departamentu Stanu Stanów Zjednoczonych. W 2015 roku wróciła do Białego Domu i pełniła funkcję dyrektora do spraw komunikacji do końca kadencji Obamy.
7 lutego 2017 roku Psaki została komentatorką polityczną w CNN.

### Praca w administracji Joego Bidena
W listopadzie 2020 roku Psaki odeszła z CNN i dołączyła do zespołu do spraw przekazania władzy Joego Bidena i Kamali Harris. W tym samym miesiącu została sekretarzem prasowym Białego Domu. Pierwszą konferencję prasową przeprowadziła 20 stycznia 2021 roku, po inauguracji prezydenckiej.
5 maja 2022 roku prezydent Joe Biden ogłosił, że 13 maja Jen Psaki odejdzie ze stanowiska sekretarza prasowego Białego Domu, a jej miejsce zajmie dotychczasowa zastępczyni Karine Jean-Pierre.

### Po odejściu z administracji Joego Bidena
W maju 2022 roku Jen Psaki po raz pierwszy od opuszczenia stanowiska sekretarza prasowego Białego Domu wystąpiła w telewizji, pojawiając się w programie The Tonight Show Starring Jimmy Fallon, w którym wypowiadała się na temat strzelaniny w szkole w Uvalde. 
W lutym 2023 roku telewizja MSNBC ogłosiła, że Psaki zostanie gospodynią emitowanego od 19 marca cotygodniowego programu Inside With Jen Psaki, poruszającego kwestie związane z polityką publiczną. 

## Życie prywatne
W 2010 roku Jen Psaki wyszła za mąż za Gregory’ego Mechera, ówcześnie będącego szefem sztabu kongresmena Steve’a Driehausa (później pełnił funkcję szefa sztabu kongresmena Josepha P. Kennedy’ego III). Psaki poznała Mechera w 2006 roku podczas pracy w Democratic Congressional Campaign Committee. Ma z nim dwoje dzieci.